# ArtRave: The Artpop Ball Tour
ArtRave: The Artpop Ball Tour (стилизовано как artRAVE: The ARTPOP Ball) — четвёртый мировой концертный тур американской певицы Леди Гаги в поддержку её четвёртого студийного альбома Artpop.
Турне началось 4 мая 2014 года в городе Форт-Лодердейл, штат Флорида.
Свою концепцию турне берёт из мероприятия ArtRave, организованную певицей и художником Джеффом Кунсом.
Во время ArtRave: The Artpop Ball Tour Леди Гага посетит города, в которых концерты тура Born This Way Ball Tour были отменены из-за травмы певицы.
До начала турне Гага провела шоу, состоящее из семи концертов в Roseland Ballroom, а также выступила на фестивале SXSW в Техасе.
Главная декорация тура похожа на белый замок-пещеру.
Для продвижения концертного тура Леди Гага сотрудничала с сетью мобильной связи O2 в Великобритании и брендом Абсолют в США.
В связи с высокими продажами билетов Гага добавила больше дат в список тура.
Слухи о низких продажах билетов были развеяны председателем Live Nation Артуром Фогелем.

## Предпосылки
Перед выходом альбома Artpop, Гага провела закрытое мероприятие в Нью-Йорке, на котором были представлены песни из альбома и скульптуры, созданные Джеффом Кунсом. Концепция тура была создана на основе этого шоу. На ArtRAVE: The ARTPOP Ball Tour исполнительница посетит все города, в которых были отменены концерты предыдущего тура.
За кулисами первого концерта в рамках грандиозного мирового турне artRAVE: The ARTPOP Ball в городе Форт-Лодердейл Леди Гага рассказала фанатам, что она не собирается посещать Латинскую Америку с новым турне. Гага предпочитает провести в этот раз более короткий тур, чтобы сохранить своё здоровье и иметь время для работы над будущими проектами. Но в конце июня 2014 года в сети появились слухи о том, что Гага, всё-таки, посетит Латинскую Америку.
До начала турне Леди Гага выступила на фестивале в Техасе. Концерт поддерживался фондом Born This Way Foundation. Выступление было подвержено серьёзной критике в связи с постановкой номера к песне «Swine». Во время исполнения на сцену вышла художница Милли Браун, которую вырвало на певицу зелёной и чёрной красками. Некоторые зрители сочли выступление за пропаганду булимии. Однако и Милли, и Гага назвали это творческим бунтом, но никак не заявлением о расстройстве пищевого поведения.

## Обзор концерта

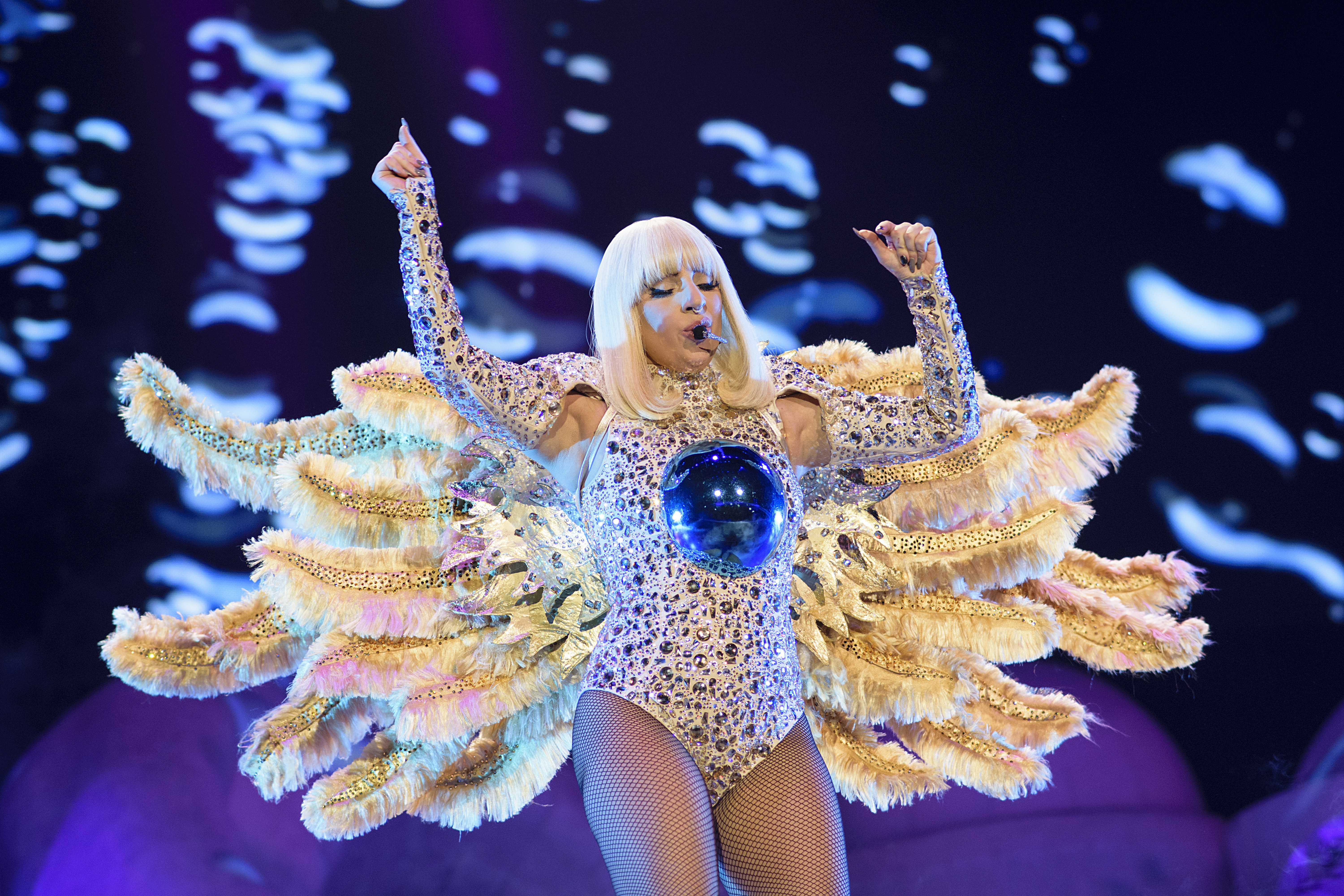

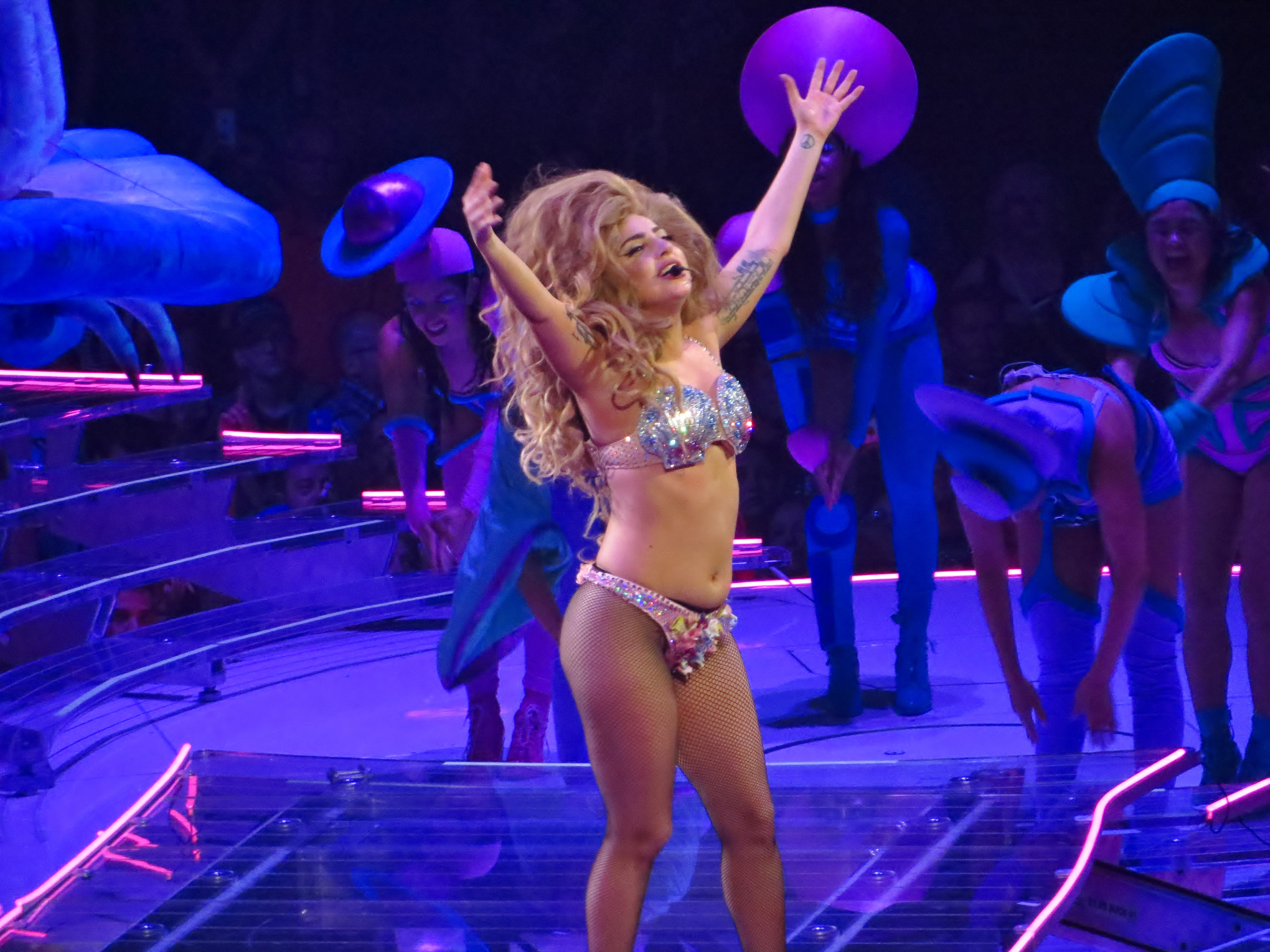

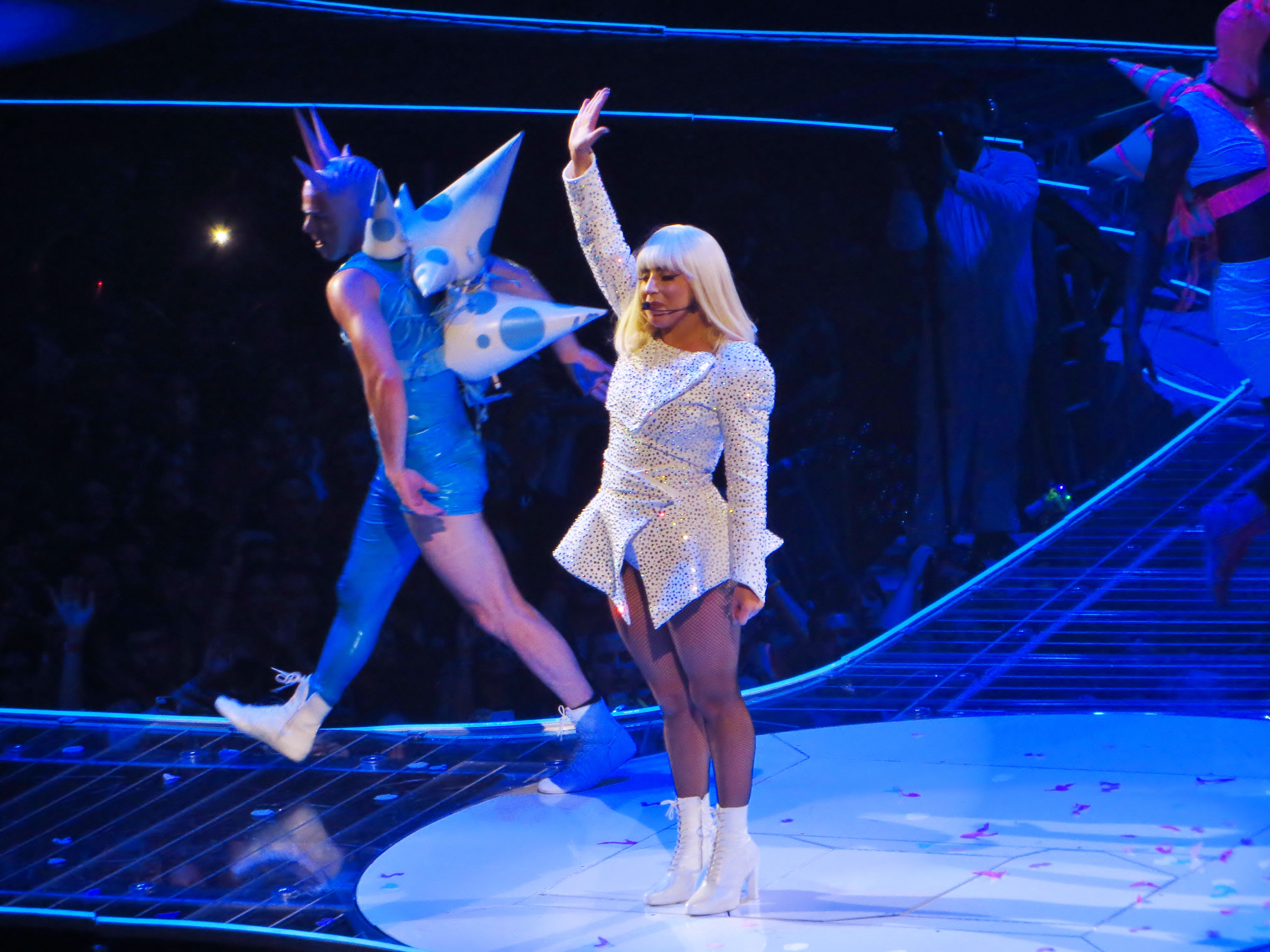

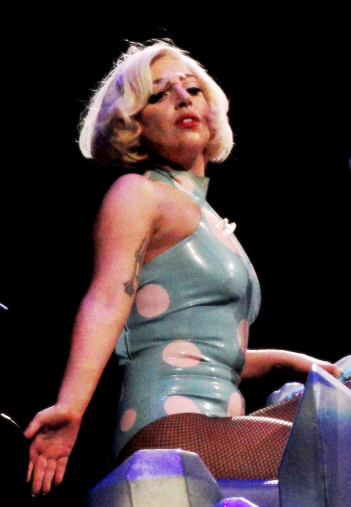

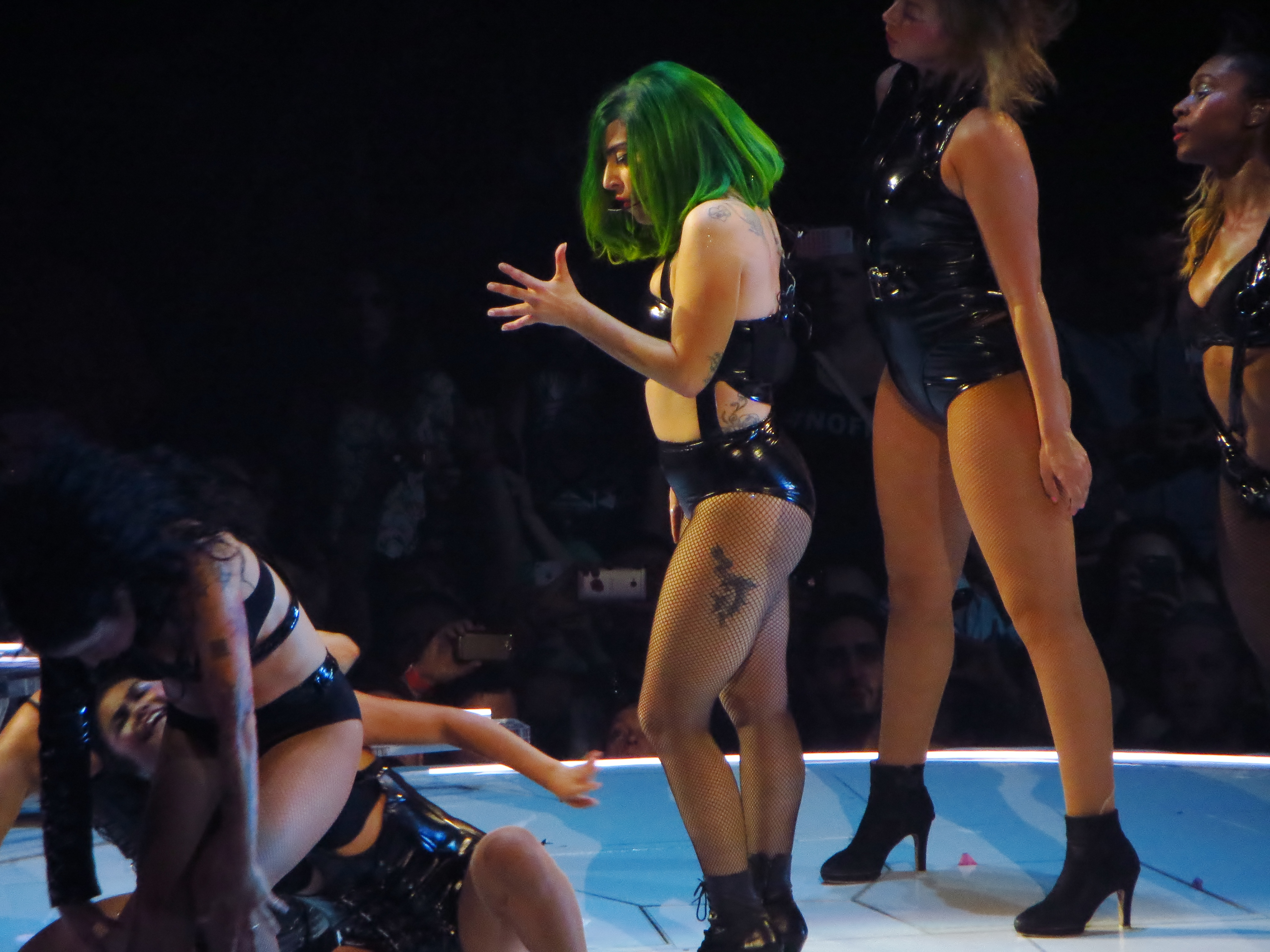

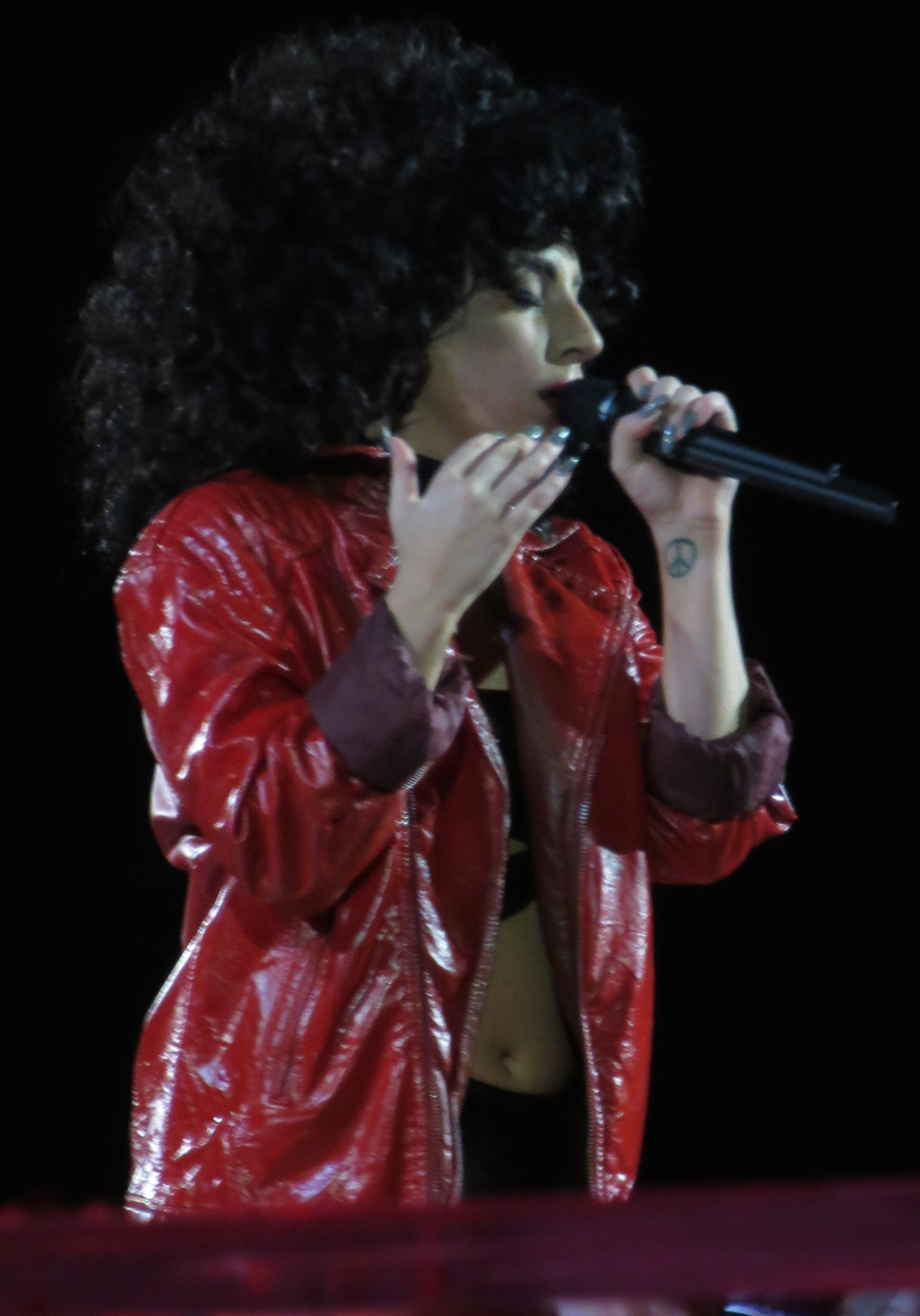

Шоу начинается с интерлюдии, во время которой на сцене танцорами исполняется хореографический номер с надувными шарами и «глядящими шарами Кунса». Леди Гага появляется из-под сцены в золотом купальнике с крыльями и «шаром кунса» на груди и белом парике «каре» (на некоторых концертах использовался наряд, схожий с костюмом во время исполнения «Applause», крылья «мотылька» и парик из дредов). Она начинает петь «Artpop» и «G.U.Y.», сняв крылья и используя танец из клипа. «G.U.Y» переходит в «Donatella». Затем Гага исполняет «Fashion!» за роялем. Далее певица покидает сцену для смены костюма.
Следующая часть начинается с «Venus», во время которой из сцены «вырастают» надувные цветы. На Гаге надето бикини из морских ракушек, аналогичное с тем, что было на ней на iTunes Festival, и объёмный русый парик. После небольшой речи начинается «MANiCURE» и обновлённая версия «Cake Like Lady Gaga». Гага исчезает для очередной смены образа, и уже через небольшой отрывок времени возвращается в белом костюме и коротком белом парике. Исполняются отрывки «Just Dance», «Poker Face» и «Telephone». Для выступления с «Just Dance» используется клавитара в форме морского конька. Далее смена наряда.
Начинается следующий акт, во время которого на Гаге голубой латексный купальник с надувными щупальцами в качестве шлейфа и головного убора (также использовался чёрный и чёрно-белый варианты костюма). Исполняются отрывок «Partynauseous» и «Paparazzi». После певица снимает «щупальца» и остаётся только в купальнике. Танцоры выносят прозрачный трон в форме «лапы монстра», на котором Гага поёт «Do What U Want». В дальнейшем прозрачный «трон» заменяется на «трон» стального цвета и устанавливается на поднимающуюся цилиндрическую платформу. По подиуму Гага проходит к роялю и исполняет акустическую версию «Born This Way», вызвав фаната на сцену. После разговора с публикой начинается «Jewels n' Drugs», в конце которой Гага исчезает под сценой.
Гага появляется на сцене в открытом чёрном купальнике из латексных лент (до 26 июня в чёрном латексном топе и лосинах) и зелёном парике. Исполняется отрывок The Edge of Glory, после которого исполняется «Judas», потом «Aura», после которой на главной сцене появляется красный диван, на котором исполняется «Sexxx Dreams». Далее на белых стульях, вынесенными танцорами, исполняется «Mary Jane Holland», по окончании которой поётся «Alejandro». Певица исчезает со сцены для того, чтоб немного сменить костюм. 

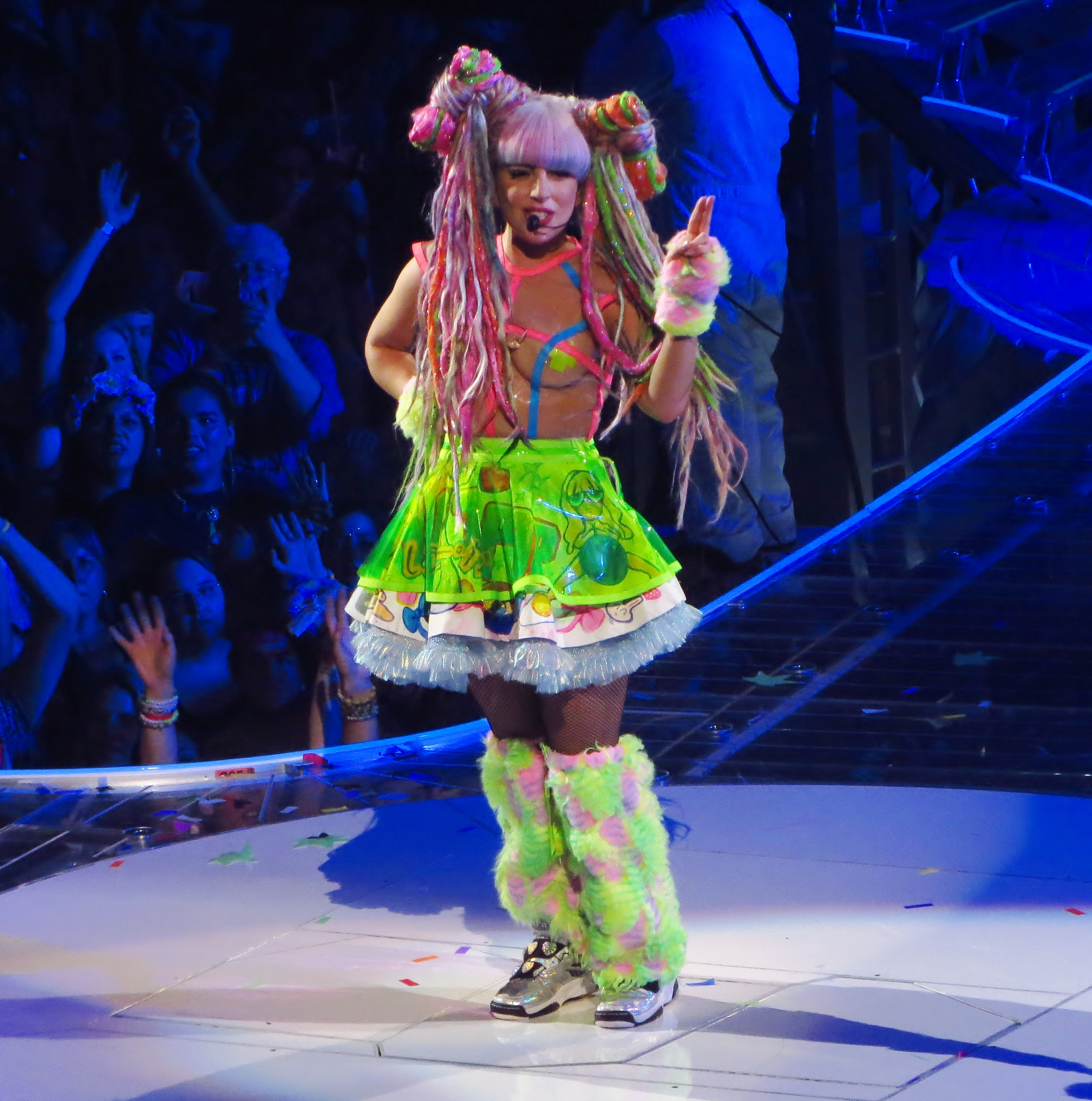

Исполняется Bang Bang, после которого Гага говорит, что будет переодеваться на сцене и под инструментальный отрывок «Ratchet» меняет чёрный костюм на яркое короткое платье, парик из дредов с бантами и унты. Начинается «Bad Romance», после которого начинается «Applause». Гага снимает с себя юбку, остаётся в трусиках и силиконовом топе. Исполняется «Swine», во время которой в толпу из пушки выстреливаются мягкие игрушки. Гага покидает сцену для финальной смены наряда и появляется в белом длинном парике и белом платье. Исполняется «Gypsy». Певица проходит по подиуму от рояля к главной сцене и завершает концерт.

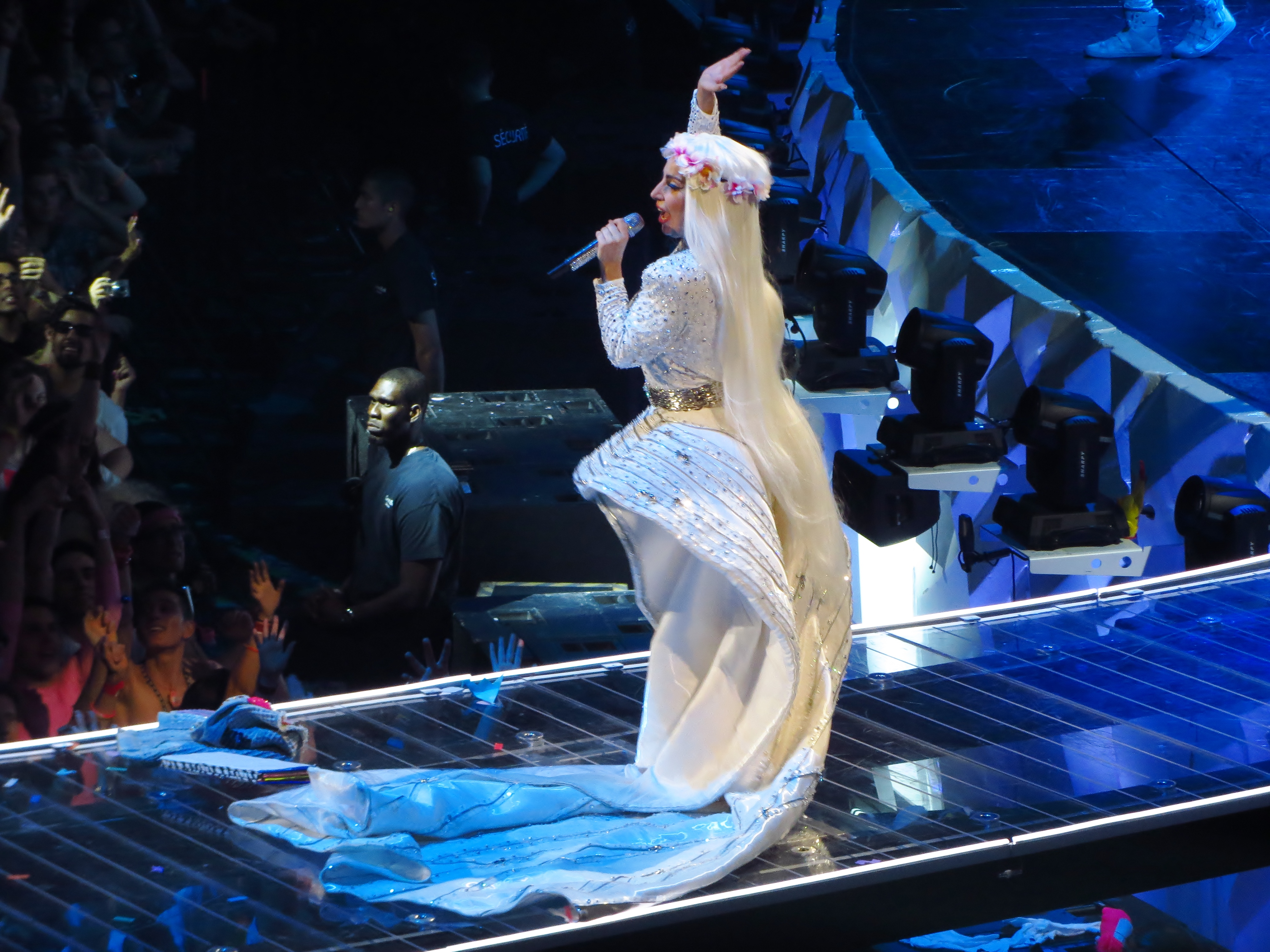

## Запись концерта
17 ноября 2014 года в социальной сети «Twitter» певица сообщила фанатам о трансляции последнего концерта, который пройдёт 24 ноября в Париже. Трансляция производилась при поддержке LIVE NATION и Yahoo! Live.

## Сет-лист
1. «ARTPOP»
2. «G.U.Y.»
3. «Donatella»
4. «Fashion!» (исполнялась с 4 мая до 26 июня)
5. «Venus»
6. «MANiCURE»

7. «Cake Like Lady Gaga» (исполнялась с 4 мая до 26 июня)

8. «Just Dance»
9. «Poker Face»
10. «Telephone»
11. «PARTYNAUSEOUS»
12. «Paparazzi»
13. «Do What U Want»
14. «Born This Way»
15. «Dope» (исполнялась с 2 августа)
16. «Jewels n' Drugs»
17. «The Edge of Glory» (исполнялась с 9 июля)
18. «Judas» (исполнялась с 9 июля)
19. «Aura»
20. «Sexxx Dreams» 
21. «Mary Jane Holland»
22. «Alejandro»
23. «Bang Bang» (исполнялась с 15 октября)
24. «Ratchet»
25. «Bad Romance»
26. «Applause»
27. «Swine»
28. «Gypsy»
Интересные факты:
- Композиция «PARTYNAUSEOUS» и инструментальная версия «Ratchet» использовались в качестве интро между песнями. «PARTYNAUSEOUS» не вошла в альбом Кендрика Ламара Good Kid, M. A. A. D City в связи с творческими разногласиями между Кендриком и Гагой, а «Ratchet» не вошла в альбом Artpop.
- На концерте в Вашингтоне 12 мая, во время смены образа на сцене, перед песней Bad Romance, Гага и не успела переодеться, поэтому ей пришлось начинать песню прямо во время переодевания, сидя на стуле. Затем певица поняла, что ей забыли надеть одну из перчаток, поэтому во время песни надела её сама.
- На концерте 13 мая во время исполнения «Jewels’n’Drugs» к Гаге присоединился рэпер T.I..
- 20 мая Гага исполнила acapella-версию композиции «The Queen»[11].
- На концерте 25 мая по просьбе фаната, в честь умершего друга, была исполнена его любимая песня «Hair».
- На разогреве в Японии у Леди Гаги была популярная группа Babymetal.
- 26 июня на концерте была изменена версия «Donatella». «Fashion!» и «Cake Like Lady Gaga» не исполнялись. Подиумы в рамках фестиваля были убраны.
- В Австралии и Финиксе Гага исполнила песню «Dope».
- Во время выступления в Тель-Авиве была исполнена песня из джазового альбома Леди Гага и Тони Беннетта «Cheek to Cheek» — «I can’t give you anything but love», совместно с Тони Беннеттом.
- 6 ноября была исполнена «Scheiße»

## Даты
| Дата             | Город            | Страна             | Место                           | Открывающий артист               | Посещаемость            | Доход            |
| Северная Америка | Северная Америка | Северная Америка   | Северная Америка                | Северная Америка                 | Северная Америка        | Северная Америка |
| ---------------- | ---------------- | ------------------ | ------------------------------- | -------------------------------- | ----------------------- | ---------------- |
| 4 мая 2014       | Форт-Лодердейл   | США                | BB&T Center                     | Lady Starlight                   | 12,977/12,977 (100 %)   | $1,173,695       |
| 6 мая 2014       | Атланта          | США                | Philips Arena                   | Lady Starlight, Мику Хацунэ      | 10,480 / 10,480 (100 %) | $941,142         |
| 8 мая 2014       | Питтсбург        | США                | Consol Energy Center            | Lady Starlight, Мику Хацунэ      | 12,185 / 12,185 (100 %) | $961,090         |
| 10 мая 2014      | Анкасвилл        | США                | Mohegan Sun Arena               | Lady Starlight, Мику Хацунэ      | 7,722 / 7,722 (100 %)   | $564,692         |
| 12 мая 2014      | Вашингтон        | США                | Verizon Center                  | Lady Starlight, Мику Хацунэ      | 14,866 / 14,866 (100 %) | $1,014,800       |
| 13 мая 2014      | Нью-Йорк         | США                | Madison Square Garden           | Lady Starlight, Мику Хацунэ      | 14,326 / 14,326 (100 %) | $1,625,812       |
| 15 мая 2014      | Филадельфия      | США                | Wells Fargo Center              | Lady Starlight, Мику Хацунэ      | 15,424 / 15,424 (100 %) | $1,037,606       |
| 17 мая 2014      | Детройт          | США                | Joe Louis Arena                 | Lady Starlight, Мику Хацунэ      | 11,971 / 11,971 (100 %) | $954,173         |
| 18 мая 2014      | Кливленд         | США                | Quicken Loans Arena             | Lady Starlight, Мику Хацунэ      | 12,792 / 12,792 (100 %) | $1,000,814       |
| 20 мая 2014      | Сент-Пол         | США                | Xcel Energy Center              | Lady Starlight, Мику Хацунэ      | 10,084 / 10,084 (100 %) | $796,395         |
| 22 мая 2014      | Виннипег         | Канада             | MTS Centre                      | Lady Starlight, Мику Хацунэ      | 12,507 / 12,507 (100 %) | $974,017         |
| 25 мая 2014      | Калгари          | Канада             | Scotiabank Saddledome           | Lady Starlight, Мику Хацунэ      | 12,662 / 12,662 (100 %) | $982,731         |
| 26 мая 2014      | Эдмонтон         | Канада             | Rexall Place                    | Lady Starlight, Мику Хацунэ      | 13,855 / 13,855 (100 %) | $1,053,861       |
| 28 мая 2014      | Сиэтл            | США                | KeyArena                        | Lady Starlight, Мику Хацунэ      | ОТМЕНЕН                 |                  |
| 3 июня 2014      | Сан-Диего        | США                | Viejas Arena                    | Lady Starlight, Мику Хацунэ      | 9,332 / 9,332 (100 %)   | $851,927         |
| 3 июня 2014      | Сан-Хосе         | США                | SAP Center at San Jose          | Lady Starlight, Мику Хацунэ      | 13,622 / 13,622 (100 %) | $1,201,315       |
| 26 июня 2014     | Милуоки          | США                | Marcus Amphitheater             | Lady Starlight, Crayon Pop Judas | 18,201 / 23,089 (78 %)  | $1,169,670       |
| 28 июня 2014     | Атлантик-Сити    | США                | Boardwalk Hall                  | Lady Starlight, Crayon Pop Judas | 13,363 / 13,363 (100 %) | $1,366,626       |
| 30 июня 2014     | Бостон           | США                | TD Garden                       | Lady Starlight, Crayon Pop Judas | 13,848 / 13,848 (100 %) | $1,190,212       |
| 2 июля 2014      | Монреаль         | Canada             | Bell Centre                     | Lady Starlight, Crayon Pop Judas | 12,709 / 12,709 (100 %) | $965,286         |
| 4 июля 2014      | Квебек           | Canada             | Plains of Abraham               | Lady Starlight, Crayon Pop Judas | —                       | —                |
| 5 июля 2014      | Оттава           | Canada             | LeBreton Flats                  | Lady Starlight, Crayon Pop Judas | —                       | —                |
| 7 июля 2014      | Буффало          | США                | First Niagara Center            | Lady Starlight, Crayon Pop Judas | 12,076 / 12,076 (100 %) | $874,785         |
| 9 июля 2014      | Торонто          | Канада             | Air Canada Centre               | Lady Starlight, Crayon Pop Judas | 15,813 / 15,813 (100 %) | $1,355,260       |
| 11 июля 2014     | Чикаго           | США                | United Center                   | Lady Starlight, Crayon Pop Judas | 15,112 / 15,112 (100 %) | $1,314,360       |
| 14 июля 2014     | Сан-Антонио      | США                | AT&T Center                     | Lady Starlight, Crayon Pop Judas | 10,125 / 10,125 (100 %) | $888,278         |
| 16 июля 2014     | Хьюстон          | США                | Toyota Center                   | Lady Starlight, Crayon Pop Judas | 11,410 / 11,410 (100 %) | $967,441         |
| 17 июля 2014     | Даллас           | США                | American Airlines Center        | Lady Starlight, Crayon Pop Judas | 11,949 / 11,949 (100 %) | $1,006,048       |
| 19 июля 2014     | Лас-Вегас        | США                | MGM Grand Garden Arena          | Lady Starlight, Crayon Pop Judas | 24,948 / 24,948 (100 %) | $2,379,981       |
| 21 июля 2014     | Лос-Анджелес     | США                | Staples Centre                  | Lady Starlight, Crayon Pop Judas | 26 923 / 26 923 (100 %) | $2,444,324       |
| 22 июля 2014     | Лос-Анджелес     | США                | Staples Centre                  | Lady Starlight, Crayon Pop Judas | 26 923 / 26 923 (100 %) | $2,444,324       |
| 30 июля 2014     | Финикс           | США                | US Airways CenterLady Starlight | Babymetal                        | 8,187 / 8,187 (100 %)   | $670,198         |
| 1 августа 2014   | Лас-Вегас        | США                | MGM Grand Garden Arena          | Babymetal                        | 24,948 / 24,948 (100 %) | $2,379,981       |
| 2 августа 2014   | Стейтлайн        | США                | Harveys Outdoor Arena           | Babymetal                        | 7,189 / 7,189 (100 %)   | $997,536         |
| 4 августа 2014   | Солт-Лейк-Сити   | США                | EnergySolutions Arena           | Babymetal                        | 9,359 / 9,359 (100 %)   | $516,910         |
| 6 августа 2014   | Денвер           | США                | Pepsi Center                    | Babymetal                        | 10,660 / 10,660 (100 %) | $853,570         |
| Азия             |                  |                    |                                 |                                  |                         |                  |
| 13 августа 2014  | Токио            | Япония             | Chiba Marine Stadium            | Lady Starlight Judas             | 50,453 / 50,453 (100 %) | $7,874,436       |
| 14 августа 2014  | Токио            | Япония             | Chiba Marine Stadium            | Lady Starlight Judas             | 50,453 / 50,453 (100 %) | $7,874,436       |
| 16 августа 2014  | Сеул             | Южная Корея        | Olympic Stadium                 | Lady Starling Judas              | —                       | —                |
| Океания          |                  |                    |                                 |                                  |                         |                  |
| 19 августа 2014  | Перт             |                    | Perth Arena                     | Beyonce                          | 49,236/49,236 (100 %)   | $3,935,140       |
| 20 августа 2014  | Перт             |                    | Perth Arena                     | Lady Starling Judas              | 8,120 / 8,120 (100 %)   | $744,661         |
| 23 августа 2014  | Мельбурн         | Австралия          | Rod Laver Arena                 | Lady Starling Judas              | 17,253 / 17,253 (100 %) | $1,732,910       |
| 24 августа 2014  | Мельбурн         | Австралия          | Rod Laver Arena                 | Lady Starling Judas              | 17,253 / 17,253 (100 %) | $1,732,910       |
| 26 августа 2014  | Брисбен          | Австралия          | Brisbane Entertainment Centre   | Lady Starling                    | 9,249 / 9,249 (100 %)   | $913,894         |
| 30 августа 2014  | Сидней           | Австралия          | Allphones Arena                 | Lady Starling                    | 20,445 / 20,445 (100 %) | $1,818,090       |
| 31 августа 2014  | Сидней           | Австралия          | Allphones Arena                 | Lady Starling                    | 20,445 / 20,445 (100 %) | $1,818,090       |
| Азия             |                  |                    |                                 |                                  |                         |                  |
| 10 сентября 2014 | Дубай            | ОАЭ                | Meydan Racecourse               | Lady Starling Judas              | 8,365 / 8,365 (100 %)   | $1,835,201       |
| 13 сентября 2014 | Тель-Авив        | Израиль            | Парк Яркон                      | Lady Starling Judas              | 18,984 / 18,984 (100 %) | $1,786,945       |
| Европа           |                  |                    |                                 |                                  |                         |                  |
| 16 сентября 2014 | Стамбул          | Турция             | ITU Stadium                     | —                                | 19,157 / 19,157 (100 %) | $1,123,106       |
| 19 сентября 2014 | Афины            | Греция             | Athens Olympic Stadium          | —                                | 26,860 / 26,860 (100 %) | $941,091         |
| 23 сентября 2014 | Антверпен        | Бельгия            | Sportpaleis                     | —                                | 15,188 / 15,188 (100 %) | $1,394,133       |
| 24 сентября 2014 | Амстердам        | Нидерланды         | Ziggo Dome                      | —                                | 14,196 / 14,196 (100 %) | $1,273,725       |
| 27 сентября 2014 | Хернинг          | Дания              | Jyske Bank Boxe                 | —                                | 10,534 / 10,534 (100 %) | $916,980         |
| 29 сентября 2014 | Осло             | Норвегия           | Telenor Arena                   | —                                | 8,948 / 8,948 (100 %)   | $708,508         |
| 30 сентября 2014 | Стокгольм        | Швеция             | Ericsson Globe                  | —                                | —                       | —                |
| 3 октября 2014   | Гамбург          | Германия           | O2 World                        | —                                | 11,430 / 11,430 (100 %) | $1,094,202       |
| 5 октября 2014   | Прага            | Чешская Республика | O2 Arena                        | —                                | 10,734 / 10,734 (100 %) | $776,719         |
| 7 октября 2014   | Кёльн            | Германия           | Lanxess Arena                   | —                                | 13 189 / 13 189 (100 %) | $1,139,559       |
| 9 октября 2014   | Берлин           | Германия           | O2 World                        | —                                | 10 555 / 10 555 (100 %) | $950,331         |
| 15 октября 2014  | Бирмингем        | Великобритания     | National Indoor Arena           | —                                | 12 092 / 12 092 (100 %) | $1,329,847       |
| 17 октября 2014  | Дублин           | Ирландия           | The O2                          | —                                | 11 497 / 11 497 (100 %) | $1,117,109       |
| 19 октября 2014  | Глазго           | Великобритания     | SSE Hydro                       | —                                | 11 554 / 11 554 (100 %) | $1,278,571       |
| 21 октября 2014  | Манчестер        | Великобритания     | Phones 4u Arena                 | —                                | 14 719 / 14 719 (100 %) | $1,625,149       |
| 23 октября 2014  | Лондон           | Великобритания     | The O2 Arena                    | Lady Starling Judas              | 42 845 / 42 845 (100 %) | $4 631 817       |
| 24 октября 2014  | Лондон           | Великобритания     | The O2 Arena                    | Lady Starling Judas              | 42 845 / 42 845 (100 %) | $4 631 817       |
| 25 октября 2014  | Лондон           | Великобритания     | The O2 Arena                    | Lady Starling Judas              | 42 845 / 42 845 (100 %) | $4 631 817       |
| 30 октября 2014  | Париж            | Франция            | Zénith de Paris                 | -                                | 12 301 / 12 301 (100 %) | $1 071 553       |
| 31 октября 2014  | Париж            | Франция            | Zénith de Paris                 | -                                | 12 301 / 12 301 (100 %) | $1 071 553       |
| 2 ноября 2014    | Вена             | Австрия            | Wiener Stadthalle               | —                                | 11 586 / 13 598 (95 %)  | $1,055,678       |
| 4 ноября 2014    | Милан            | Италия             | Mediolanum Forum                | —                                | 10 852 / 10 852 (100 %) | $989,889         |
| 6 ноября 2014    | Цюрих            | Швейцария          | Hallenstadion                   | —                                | 13 259 / 13 259 (100 %) | $1,314,684       |
| 8 ноября 2014    | Барселона        | Испания            | Palau Sant Jordi                | —                                | 17 513 / 17 513 (100 %) | $1,420,987       |
| 10 ноября 2014   | Лиссабон         | Португалия         | MEO Arena                       | —                                | 7 345 / 7 345 (100 %)   | $365,313         |
| 13 ноября 2014   | Бирмингем        | Англия             | National Indoor Arena           | —                                | 6 129 / 6 129 (100 %)   | $455,781         |
| 16 ноября 2014   | Глазго           | Шотландия          | SSE Hydro                       | —                                | 10 403 / 10 403 (100 %) | $681,824         |
| 20 ноября 2014   | Шеффилд          | Англия             | Motorpoint Arena                | —                                | 11 528 / 11 528 (100 %) | $672,004         |
| 22 ноября 2014   | Ньюкасл          | Англия             | Metro Radio Arena               | —                                | 8 779 / 8 779 (100 %)   | $824,555         |
| 24 ноября 2014   | Париж            | Франция            | Bercy Arena                     | —                                | 13 018 / 13 018 (100 %) | $1 249,746       |
| ИТОГО            | ИТОГО            | ИТОГО              | ИТОГО                           | ИТОГО                            | 973,988 / 976,224       | $86,975,886      |

### Комментарии
1. ↑  Rescheduled from May 15 to May 12, 2014 to avoid any potential conflict with the Washington Wizards playoff game.[14]
2. ↑  Rescheduled from May 12 to May 15, 2014, to avoid any potential conflict with the Washington Wizards playoff game.[15]
3. ↑  The June 26, 2014 concert in Milwaukee, Wisconsin at the Marcus Amphitheater is a part of Summerfest 2014.[16]
4. ↑  The July 4, 2014 concert in Quebec City, Quebec at the Plains of Abraham is a part of the Festival d'été de Québec 2014.[17]
5. ↑  The July 5, 2014 concert in Ottawa, Ontario at the LeBreton Flats is a part of the Ottawa Bluesfest 2014.[18]
6. ↑  The August 16, 2014 concert in Seoul, South Korea at the Olympic Stadium is a part of the AIA Real Life: NOW Festival 2014.[20]